# شعار مولدوفا
شعار مولدوفا هو نسر يحمل صليبًا بمنقاره وصولجانًا بمخلبه الأيسر وغصن زيتون في مخلبه الأيمن. ووفقًا لمبتكر هذا الشعار الفنان المولدوفي جيروجي فرابي، يرمز النسر للأصل اللاتيني للشعب.
يحمي صدر النسر درع يحمل الشعار التقليدي لمولدوفيا: رأس أرخص يتوسط أنيابه نجم. ويتضمن أيضًا شكلي معين (أذنا الأرخص)، ووردة ذات خمس أوراق وقمر في طور الهلال. وكل شيء في هذا الدرع يحمل أحد الألون التقليدية: الأحمر والأصفر والأزرق.
يظهر هذا الشعار في وسط علم مولدوفا.